# Longperrier
Longperrier – miejscowość i gmina we Francji, w regionie Île-de-France, w departamencie Sekwana i Marna.
Według danych na rok 1990 gminę zamieszkiwało 1089 osób, a gęstość zaludnienia wynosiła 235 osób/km² (wśród 1287 gmin regionu Île-de-France Longperrier plasuje się na 614. miejscu pod względem liczby ludności, natomiast pod względem powierzchni na miejscu 705.).